# Crisis de rehenes en Manila
La crisis de los rehenes en Manila, conocida oficialmente como la toma de rehenes incidental de Parque Rizal, se produjo el 23 de agosto de 2010 cuando un exoficial descontento de la Policía Nacional de Filipinas llamado Rolando Mendoza secuestró un autobús turístico en el Parque Rizal, Manila, Filipinas. El autobús llevaba a 25 personas: 20 turistas, un guía turístico de Hong Kong, y cuatro filipinos locales. Mendoza afirmó que había sido injustamente despedido de su trabajo, y exigió una audiencia imparcial para defenderse.
Las negociaciones (que fueron transmitidas en vivo por la televisión y el internet) se llevaron a cabo durante diez horas y se rompieron drásticamente, cuando la policía arrestó al hermano de Mendoza, incitándolo a abrir fuego. El conductor del autobús logró escapar, y declaró que «todo el mundo está muerto» ante los reporteros de prensa antes de ser llevado lejos por los policías. Después de un tiroteo de 90 minutos, Mendoza y ocho de los rehenes murieron y varios más resultaron heridos.
Los gobiernos de Filipinas y Hong Kong llevaron a cabo investigaciones independientes sobre el incidente. Ambas investigaciones concluyeron que los funcionarios filipinos manejaron de mal de la situación provocando ocho rehenes muertos. El asalto montado por la policía, y la resultante tiroteo, han sido ampliamente criticado por los expertos como «fallido» e «incompetente». Posteriormente el Gobierno de Hong Kong ha emitido un alerta «negro» de viaje para Filipinas como resultado del asunto.